# Arik Marshall
Arik Ben Marshall (Tampa, 1967. február 13. –) amerikai gitáros, énekes, zeneszerző, költő és író. 1992 és 1993 között a Red Hot Chili Peppers tagja volt.

## Fiatalkora
Arik egy afroamerikai apa és egy zsidó anya öt gyermekéből harmadikként született.

## Korai zenei karrierje
Miután Los Angelesben számos különböző zenésszel lépett fel, Marshall session zenészként kezdett dolgozni és olyan előadók lemezein szerepelt, mint Tone Loc, Etta James, vagy Sting. 1988-ban testvérével, Lonnie-val zenekart alapítottak Marshall Law néven. Szerződést kötöttek az Island Recordsszal, akiknél egy demót rögzítettek. Az együttes nem sokkal később úgy bomlott fel, hogy mindössze két dalt adtak ki, amelyek egy Ska Parade válogatáson szerepeltek. A banda megszűnése után Lonnie megalapította a Weapon of Choice nevű formációt. Arik továbbra is Los Angelesben zenélt, egy rövid ideig pedig saját együttest is vezetett Alpha Jerk néven, amelyet 1992-ben oszlatott fel, hogy csatlakozhasson a Red Hot Chili Peppershez. A Marshall Law 2006-ban újra összeállt és kiadta az another X-cuse című albumot.

## Red Hot Chili Peppers
Marshall 1992-ben csatlakozott a Red Hot Chili Peppershez, a banda világ körüli turnéja közben kilépő gitáros, John Frusciante helyére. Az RHCP tagjaként számos koncerten lépett fel, többek között az az évi Lollapalooza fesztiválon is. Az énekes, Anthony Kiedis később megdicsérte Marshallt, amiért gyorsan tanult és sosem hagyta cserben őket a színpadon. A tagok azonban úgy érezték, Marshall dalszerzőként nem illik a bandába, ezért elköszöntek tőle.

## Filmes és televíziós szereplések
Marshall Macy Gray-jel a Saturday Night Live-ban és a Rosie O'Donnell Show-ban is fellépett. A Red Hot Chili Peppersszel az 1992-es MTV Video Music Awards és az 1993-as Grammy díjátadókon szerepelt.
Szintén az RHCP tagjaként feltűnt A Simpson család Ropit lekapcsolják című epizódjában is.
Macy Gray-jel együtt a 2002-es Pókember filmben is feltűnt egy cameoszerep erejéig.
A Peace & Quiet című Oscar-díjas USC-diákfilmnek ő szerezte a zenéjét és szerepelt is a filmben. Egy 2007-es interjúban így nyilatkozott a moziról: „Egy mulatt punk-rockert játszottam, aki tönkretette annak az öreg fickónak a külvárosi házát... a szeme láttára! Mohawk frizurát és Funkadelic-pólót viseltem...”
Marshall a 2009-es Másnaposok esküvői jelenetében gitárosként tűnt fel.

## Fordítás
Ez a szócikk részben vagy egészben  az   Arik Marshall című angol Wikipédia-szócikk ezen változatának fordításán alapul.  Az eredeti cikk szerkesztőit annak laptörténete sorolja fel. Ez a jelzés csupán a megfogalmazás eredetét és a szerzői jogokat jelzi, nem szolgál a cikkben szereplő információk forrásmegjelöléseként.